# الكويت في بطولة العالم لألعاب القوى 2009
شاركت الكويت في بطولة العالم لألعاب القوى لعام 2009، التي أقيمت في برلين في الفترة من 15 إلى 23 أغسطس.

## الفريق

### سباقات المضمار والطرق
| الحدث   | اللاعب       |
| ------- | ------------ |
| 800 متر | محمد العازمي |

### منافسات الميدان والمنافسات المركبة
| الحدث       | اللاعب      |
| ----------- | ----------- |
| رمي المطرقة | علي الزنكوي |